# Csokonai Vitéz Gizella
Csokonai Vitéz Gizella (Hajdúszoboszló, 1894. július 29. – Budapest, 1965. április 5.) magyar költő, könyvtáros.

## Életpályája
Csokonai Vitéz Mihály oldalági rokonságából származott. Négyéves korától vak volt. Az elemi iskolát Budapesten a Vakok Iskolájában végezte. A Vakokat Gyámolító Országos Egyesületben dolgozott, mint korrektor, gépíró, távírász és a Braille-könyvtár könyvtárosa. Alapító tagja volt a vakok 1928-ban megalakult Homérosz Kórusának. Verseket fiatal korában kezdett írni. A fénytelenség világából című kis verseskötete 1931-ben jelent meg, amelyhez Herczeg Ferenc írt előszót. A kötetet Braille-írással is elkészítette. Néhány költeményét a Vakok Világa és az Irodalmi Értesítő is közölte. 1965-ben halt meg Budapesten.